# لوان تدیاشویلی
لوان تدیاشویلی (به گرجی: ლევან თედიაშვილი؛ روسی: Леван Тедиашвили ۱۵ مارس ۱۹۴۸ – ۱۷ فوریهٔ ۲۰۲۴) کشتی‌گیر گرجی‌تبار اتحاد جماهیر شوروی سوسیالیستی بود که در دستهٔ سنگین‌وزن کشتی آزاد رقابت می‌کرد. او دو مدال طلای بازی‌های المپیک (۱۹۷۲، ۱۹۷۶) و چهار مدال طلا و یک نقرهٔ مسابقات قهرمانی کشتی جهان را کسب کرد. تدیاشویلی از ۱۹۷۱ تا ۱۹۷۶ به مدت شش سال پیاپی در مسابقات جهانی و المپیک شکست‌ناپذیر بود.
لوان تدیاشویلی در ۱۷ فوریه ۲۰۲۴، بعد از یک دوره طولانی بیماری در سن ۷۵ سالگی درگذشت. او همچنین برندهٔ جوایزی همچون نشان لنین شد.